# Ana, Princesa Real e Princesa de Orange
Ana, Princesa Real e Princesa de Orange (Hanôver, 2 de novembro de 1709 – Haia, 12 de janeiro de 1759) foi a filha mais velha do rei Jorge II da Grã-Bretanha e da rainha Carolina de Ansbach. Foi a esposa de Guilherme IV, Príncipe de Orange e primeiro estatuder hereditário das Províncias Unidas dos Países Baixos. Ana foi a segunda detentora do título Princesa Real. Também foi regente dos Países Baixos de 1751 até sua morte em nome de seu filho Guilherme V

## Primeiros anos
A duquesa Ana de Brunsvique-Luneburgo nasceu no Palácio de Herrenhausen, em Hanôver, cinco anos antes de o seu avô paterno, o príncipe-eleitor Jorge I Luís, ter sucedido ao trono britânico como Jorge I. Foi baptizada pouco depois de nascer no mesmo palácio onde nasceu. Recebeu o nome em homenagem à prima em segundo grau do seu avô, a rainha Ana da Grã-Bretanha.
Ana aprendeu a falar alemão, francês e inglês, e teve lições de música, canto, cravo e composição de  Georg Friedrich Händel. Händel não gostava de ensinar, mas disse que faria uma excepção apenas para Ana, flor das princesas. Ana foi uma apoiante do compositor toda a sua vida, estando sempre presente nas suas óperas e informada sobre as suas músicas mais recentes.

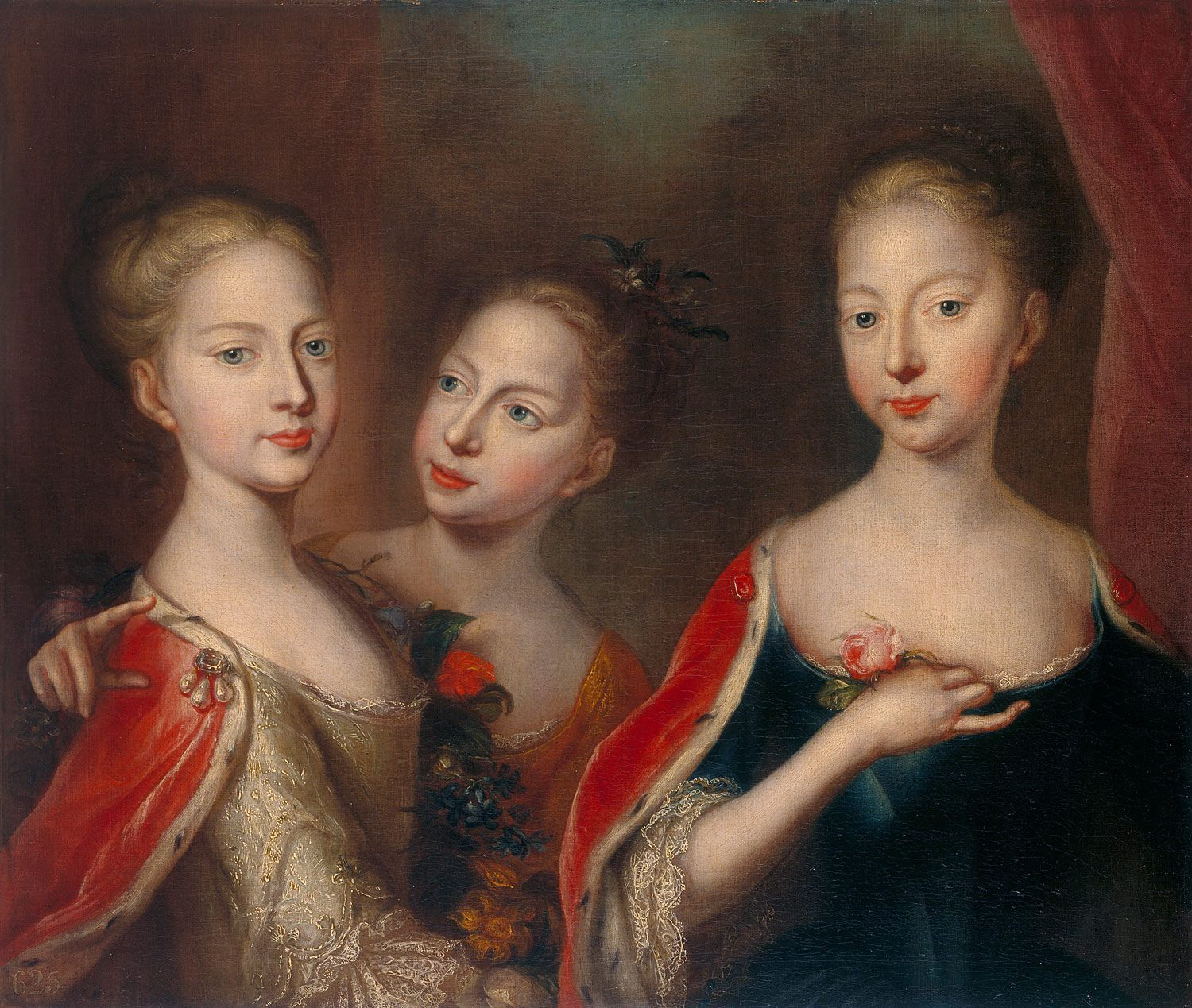
Ana com as suas irmãs Amélia e Carolina em 1721. Pintura por Martin Maingaud, parte da Royal Collection.

Em 1720, Ana contraiu e conseguiu sobreviver a um ataque de varíola, e, dois anos depois, a sua mãe ajudou a popularizar a prática da variolização (um tipo de vacinação primitivo contra a varíola), que tinha sido testemunhada por Lady Mary Wortley Montagu e Charles Maitland em Constantinopla. Por ordem de Carolina, seis prisioneiros condenados tiveram a oportunidade de escolher testar a variolização e ser executados: todos sobreviveram, assim como seis crianças órfãs que foram submetidas ao mesmo teste. Convencida da sua importância médica, Carolina também ordenou que os seus filhos Amélia, Carolina e Frederico fossem vacinados contra a varíola da mesma forma. O rosto de Amélia ficou marcado pela doença, o que fez com que a princesa não fosse considerada tão bonita como as irmãs.

## Princesa real
A 30 de agosto de 1727, Jorge II concedeu a Ana o título de Princesa Real. O rei Carlos I de Inglaterra tinha criado esse título para sua primogênita Maria (mãe de Guilherme III), em 1642. Entretanto, caiu em desuso até o reinado de Jorge II. A sua tia paterna Sofia Doroteia de Hanôver, que era casada com o rei da Prússia, teria direito a ele, mas jamais o recebeu.

## Casamento

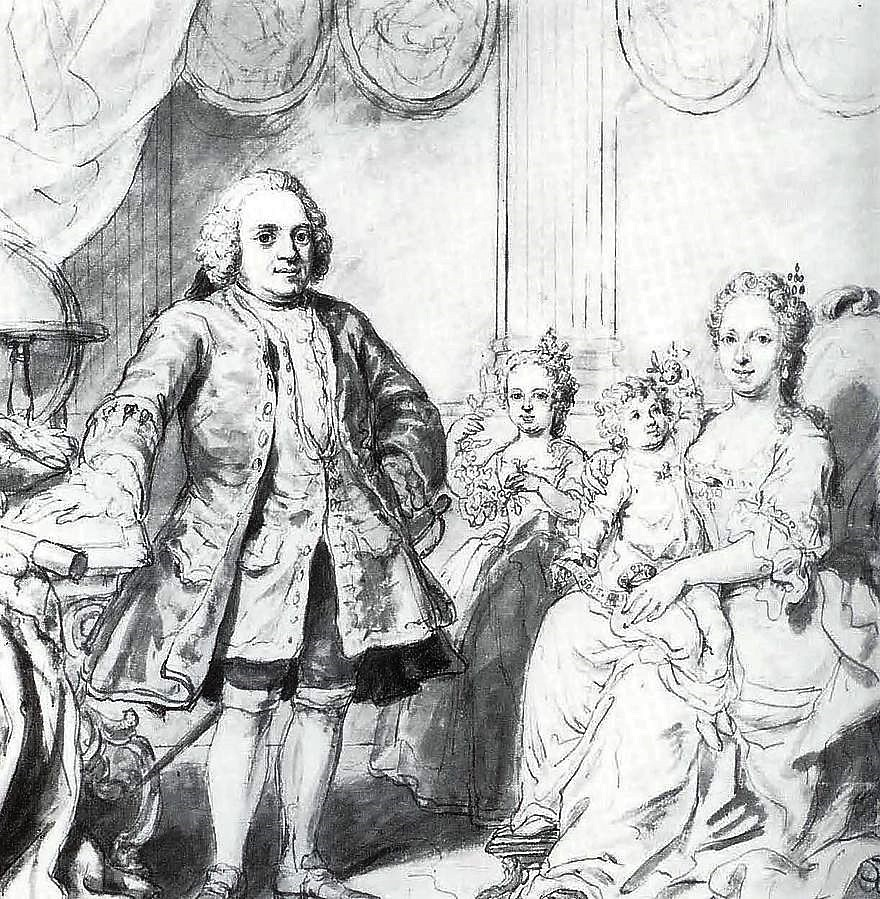
Ana com o marido Guilherme e os seus dois filhos, Carolina e Guilherme

Um possível contrato de casamento entre Ana e o rei Luís XV da França acabou por não acontecer quando os franceses insistiram que Ana se deveria converter ao catolicismo. A 25 de Março de 1734 (no Novo Calendário), Ana casou-se com  Guilherme IV, Príncipe de Orange na Capela Real do Palácio de St. James. Guilherme sofria de uma deformidade na coluna, algo que prejudicava o seu aspecto físico, mas Ana disse que se casaria com ele mesmo "se fosse um babuíno". Deixou de usar os seus títulos britânicos em favor do título que obteve com o casamento. A música que foi tocada no seu casamento, "This is the Day" [Chegou o Dia], foi composta por Händel, que se baseou em palavras escolhidas pela própria princesa que se tinha inspirado nos Salmos 45 e 84. Ana e o irmão Frederico acabariam por se zangar por causa da escolha.
Guilherme e Ana viajaram para a Holanda depois de passar a lua-de-mel em Kew. Ana não demorou até sentir saudades de casa e, quando o marido partiu para o campo de batalha em Rhineland, decidiu visitar a Inglaterra, acreditando que estava grávida. Eventualmente, o seu pai e o seu marido obrigaram-na a regressar à Holanda. Em Abril de 1735, tornou-se claro que, afinal, Ana não esperava um filho. Em 1736, conseguiu engravidar, mas a criança, uma menina, nasceu morta.

## Regência
Quando o seu marido morreu aos quarenta anos de idade, Ana foi nomeada regente do seu filho de três anos, o príncipe Guilherme V de Orange. Ana era muito trabalhadora, mas arrogante e imperiosa, o que a tornou muito pouco popular. Esta característica iria ajudar Guilherme mais tarde, na sua dura vida. A década de 1750 foi uma de grande tensão e rivalidade comercial entre a Holanda e a Grã-Bretanha, o que ajudou a dificultar a posição de Ana.

## Últimos anos
Ana continuou a ser regente até morrer devido a um edema, em 1759, na cidade da Haia, nos Países Baixos, altura em que foi substituída pela sua sogra, a condessa  Maria Luísa de Hesse-Cassel, e pelo duque Luís Ernesto de Brunsvique-Luneburgo. Quando Maria Luísa morreu, a filha mais velha de Ana, Carolina, foi nomeada regente até 1766, altura em que Guilherme completou dezoito anos de idade.
A cidade Princess Anne, no Marilândia, recebeu o nome em sua honra.

## Descendência
1. Filha natimorta (19 de dezembro de 1736)
2. Filha natimorta (22 de dezembro de 1739)
3. Carolina de Orange-Nassau (28 de fevereiro de 1743 - 6 de maio de 1787), casada cm o duque Carlos Cristiano de Nassau-Weilburg; com descendência.
4. Ana de Orange-Nassau (15 de novembro de 1746 - 29 de dezembro de 1746), morreu com um mês de idade.
5. Guilherme V de Orange (8 de março de 1748 - 9 de abril de 1806), casado com a princesa Guilhermina da Prússia; com descendência.